# Harold LeVander
Karl Harold Phillip LeVander (10 octobre 1910-30 mars 1992) est un avocat et homme politique américain. Républicain, il est le 32e gouverneur du Minnesota du 2 janvier 1967 au 4 janvier 1971, après avoir battu le gouverneur sortant Karl Rolvaag lors des élections de 1966.

## Jeunesse
LeVander est né à Swedehome, Nebraska (près de Stromsburg, comté de Polk) et fréquente le lycée de Watertown, Minnesota. Son père, Peter Magni LeVander, est un immigrant et ecclésiastique suédois.
Il est diplômé magna cum laude du Gustavus Adolphus College en 1932, où il est président de classe et président du conseil étudiant. Il fait également partie de l'équipe de débat, remportant le Concours national d'art oratoire pour la paix, ainsi que de l'équipe de football et de l'équipe d'athlétisme, où il concourt aux épreuves de haies hautes et de saut à la perche. Après avoir obtenu son diplôme de Gustavus, il fréquente la faculté de droit de l'Université du Minnesota. Il épouse Iantha Powrie en 1938 et ils ont trois enfants.

## Carrière
Après avoir obtenu son diplôme, LeVander travaille comme procureur adjoint du comté de Dakota de 1935 à 1939. Il travaille également pour le cabinet d'avocats Stassen & Ryan à South St. Paul, et enseigne la prise de parole et entraîne au débat au Macalester College. Il est président de la Chambre de commerce de South Saint Paul de 1952 à 1954 et de la South Saint Paul United Federal Savings and Loan Association de 1953 à 1967. Il s'investit en politique, ayant travaillé avec le futur gouverneur Harold Stassen et le futur représentant américain Elmer Ryan dans leur cabinet d'avocats. En 1962, il reçoit le prix Greater Gustavus Alumni pour sa carrière distinguée en droit.
LeVander prend le poste de gouverneur en 1967 et, pour la première fois depuis 1953, les républicains détiennent le poste de gouverneur et les deux chambres de l'assemblée législative de l'État. Au cours de son mandat, la première taxe de vente du Minnesota est créée. Il est favorable à « l'initiative et au référendum » et oppose son veto à deux projets de loi qui ne le contenaient pas. Il crée également le Conseil métropolitain, l'Agence de contrôle de la pollution du Minnesota et le premier Département des droits de l'homme. Au cours de son mandat, la législature ratifie le vingt-sixième amendement, qui abaisse l’âge minimum du droit de vote à l’échelle nationale à 18 ans.
À la surprise générale, LeVander refuse de se représenter en 1970, retournant à sa pratique du droit et à ses intérêts commerciaux, devenant directeur de The St. Paul Companies (1973-1981), de la Billy Graham Evangelistic Association (1974-1981) et de la Chambre de commerce de Saint Paul (1975-1978). En 1992, il décède de la maladie de Parkinson à l'âge de 81 ans.